# Steve Reich
Steve Reich (New York, 1936. október 3. –) zsidó származású amerikai zeneszerző. A minimálzene első mestere.

## Élete, munkássága
Zeneszerzést és ütőhangszeres zenét tanult. Elsősorban repetitív zenéjével aratott sikereket, minimalista technikáit azután a zene, majd később társművészetek (színház, videó) eszközeinek minden részletére kiterjesztette. A kompozícióit átható ostinato- és variációs technika műveinek ritmikájában és hangszínstruktúrájában is szerepet játszik. Korábbi műveinek komponálásakor használt hangrögzítéses technikákat később a számítógép segítségével fejlesztette tovább.